# Дом Пика
Дом Пи́ка (доходный дом и лечебница Ре́длиха) — историческое здание XIX века в Москве, на Страстном бульваре (дом 12, строение 2). Объект культурного наследия федерального значения. В настоящее время — «Новое пространство» Театра наций.

## История
Здание возведено в 1812—1816 гг. во владении купца Ф. И. Пика. В 1811 году он приобрёл участок, скорее всего, с недостроенным домом, начатым в 1809—1811 гг., и завершил строительство. К 1816 году дом уже существовал. При строительстве могли быть использованы подвалы древних палат, которые ко времени постройки уже были снесены.
В 1856 году дом купил врач А. Ф. Редлих, при котором здание было переоборудовано: пристроены новые объёмы с восточной стороны, соединившие здание с другими постройками участка, возведена пристройка с лестницей с южной стороны, изменены оконные проёмы и нарушена симметрия фасадов. Редлих и последующие владельцы неоднократно перестраивали здание для удобного размещения кабинетов водолечебницы на первом этаже и квартир — на втором.
В 1967 году дом отреставрирован для размещения архива центрального военкомата. Архив находился в доме до середины 1990-х гг., позднее располагались общежитие и площадка художников-неформалов. С 2011 года дом передан Театру наций, в 2014—2016 гг. прошла реставрация, награждённая в конкурсе «Московская реставрация-2016» за лучший проект и лучшую организацию работ.

## Архитектура
Дом размещён вдоль переулка, исчезнувшего уже к концу XVIII века, и северным торцом к бульвару. Декор здания скромный. В центральных ризалитах боковых фасадов размещены плоские ниши, а в круглых нишах были львиные маскароны. Углы здания рустованы. Первоначально уличный фасад имел балкон и вход по центру и завершался аттиком, вместо которого при реконструкции возведён фронтон. Первоначальная планировка не сохранилась.